# Бага-Чонос
Бага́-Чоно́с (калм. Баһ Чонос) — посёлок в Целинном районе Калмыкии, административный центр Бага-Чоносовского сельского муниципального образования. Расположен в балке Хара-Булук, в 42 км к северу от села Троицкое.
Население — 686 человек (2012)

## Название
Название посёлка восходит к названию калмыцкого рода «Бага-Чонос», (калм. Баһ-Чонос — малые чоносы, букв. — малые волки)

## История
В первой половине 18-го века, на месте современного села располагалась зимняя стоянка — хотон арвана келькет, позднее к ним присоединились выходцы из других арванов аймака Бага-Чонос. С 1869 года эти земли принадлежали зайсангам Дондуковым. На территории современного посёлка, расположенном в урочище Хар-Булук, располагалась усадьба зайсанга Цедена Дондукова (разобран в 1953 году).
В 1904 году в посёлке открылась начальная школа. Её первым учителем был Нормаев Лиджи, автор первой калмыцкой азбуки. Однако школа работала нерегулярно, иногда закрывалась на несколько лет.
После установления советской власти в 1917—1918 годах были созданы сельский совет, партячейка большевиков, в 1923 году — комсомольская организация. В 1920-е строятся первые глинобитные землянки. В 1926 году было организовано товарищество по совместной обработке земли (ТОЗ). В 1930 году ТОЗ вошел в состав колхоза имени О. И. Городовикова. В момент образования колхоз имел 26 лошадей, 150 голов овец, 30 голов КРС. Но уже через несколько лет колхоз возродил славу калмыцкого племенного коневодства и выращивал строевых лошадей для Красной Армии. В предвоенные годы количество лошадей достигло 3376 голов, в первые годы войны в фонд армии отправлено 2500 голов лошадей. Посёлок быстро застраивался домами для колхозников. Колхоз занимался также растениеводством: имелись посевы зерна, горчицы, огород. Работали мастерские по ремонту сельхозинвентаря, сбруи, ветряная мельница, пекарня, небольшой кирпичный завод
В 1940 году колхоз посетил О. И. Городовиков в честь празднования 500-летия эпоса «Джангар».
В предвоенные годы использовалось название Бага-Чоносовск.
Дальнейшему развитию посёлка помешала война, а затем — депортация в 1943 году калмыцкого народа в Сибирь.
В начале 1944 года колхоз им. О. И. Городовикова был реорганизован в ферму № 2 совхоза «Западный». В мае 1953 года на базе фермы № 2 совхоза «Западный» и фермы № 3 совхоза «Троицкий» был образован совхоз «Балковский» в состав которого вошли поселки — фермы Ар-Нур, Дунду-Нур, Чонта. После депортации калмыков в село привлекаются переселенцы из соседних регионов: Ставропольского и Краснодарского краёв, Ростовской и Сталинградской областей.
В апреле 1957 года на территорию Балковского сельского совета стали возвращаться оставшиеся в живых, а также родившиеся в Сибири калмыки. К началу 1970-х совхоз «Балковский» стал крупным многоотраслевым хозяйством с поголовьем в 23000 голов овец, 2500 голов КРС на 36 животноводческих стоянках. В 1971 году открылась свиноводческая ферма, позже появился откормочный комплекс КРС. Под посевами находились почти 5000 гектаров пашни, заготавливалось сено на орошаемых участках. К 1989 году в посёлке проживало около 1000 человек.

## Физико-географическая характеристика
Посёлок расположен в северной части Целинного района в пределах Ергениской возвышенности, являющейся частью Восточно-Европейской равнины. Средняя высота над уровнем моря — 77 м. Рельеф местности пересечённый. Посёлок находится в балке Хара-Булук. Большая часть посёлка расположена на правом склоне балки. В границах посёлка имеются выходы на поверхность грунтовых вод.
По автомобильной дороге расстояние до столицы Калмыкии города Элиста составляет 55 км, до районного центра села Троицкое — 42 км. Ближайший населённый пункт — посёлок Аршан-Булг, расположенный в 10 км к юго-востоку от Бага-Чоноса. К посёлку имеется асфальтированный подъезд от федеральной автодороги Волгоград — Элиста Р22 (8,9 км).
Согласно классификации климатов Кёппена-Гейгера посёлок находится в зоне континентального климата с относительно холодной зимой и жарким летом (Dfa). В окрестностях посёлка распространены светлокаштановые почвы различного гранулометрического состава в комплексе с солонцами.
В посёлке, как и на всей территории Калмыкии, действует московское время.

## Население
| 2002 | 2010 | 2012 |
| ---- | ---- | ---- |
| 833  | ↘717 | ↘686 |

Национальный состав
Согласно результатам переписи 2002 года большинство населения посёлка составляли калмыки (69 %)

## Социальная инфраструктура
В посёлке имеется несколько магазинов, сельский клуб и библиотека. Медицинское обслуживание жителей села обеспечивают фельдшерско-акушерский пункт и Целинная центральная районная больница. Ближайшее отделение скорой медицинской помощи расположено в Троицком. Среднее образование жители посёлка получают в Бага-Чоносовской средней общеобразовательной школе, дошкольное — в детском саду «Очин».
Посёлок газифицирован. В поселке имеется централизованное водоснабжение. Централизованное водоотведение на территории посёлка отсутствует. Водоотведение обеспечивается за счёт использования выгребных ям. Система сбора организации сбора твёрдых бытовых отходов отсутствует.

## Улицы[15]
А.Каджиева, Гагарина, Заречная, Калыкова, Кекеева, Кичикова, Ленина, Надиева, Садовая, Эрдниева, Южная

## Достопримечательности
Бага-Чоносовский хурул. Построен в 1999 году. При его возведении были сохранены традиции калмыцкого зодчества, сочетавшего в себе элементы тибетской, китайской и монгольской архитектуры. Центричностъ сооружений, их многоярусность, приподнятые углы крыши, наличие галерей и портала, другие элементы культового зодчества Центральной Азии. Скульптура и живопись украшают фасад и интерьер хурулов, придавая им особую торжественность.
Первоначально Бага-Чоносовский хурул был кочевым. Перекочевал на территорию современной Калмыкии из Джунгарии в конце 18 столетия и до конца 19 века был кочевым. Первым известным упоминанием о месте его расположения является место кочевья Бага-Чоносовского аймака — река Джурак (ныне Ремонтненский район Ростовской области). В 1904 году на территории нынешнего посёлка Аршан-Булг по инициативе Бага-Чоносовского зайсанга Эмген Убаши Дондукова был возведен хурульный комплекс, именовавшийся «Аршан Линг», что значит «Обитель Святости». Разрушен в 1930 году.

## Известные жители и уроженцы
- Боован Бадма (1880 -1917) - калмыцкий просветитель и поэт, буддийский священнослужитель, первый глава Чёёря-хурула.
- Кичиков, Анатолий Шалхакович (1921—1998) — калмыцкий учёный, литературовед, джангаровед, лауреат Государственной премии Калмыкии имени О. И. Городвикова;
- Константин Эрендженов (1912—1991) — народный поэт Калмыкии.
- Калыков Мутул Муевич (1914-1991) — участник боев на Халхин-Голе и Великой Отечественной войны. Узник Широклага. В 1939 году, будучи механиком — водителем танка БТ-5 в составе 11-й танковой бригады, во время боев на р. Халхин -Гол за гору Баин — Цаган, совершил первый в истории войн танковый таран, в результате которого повредил японский танк и оглушил его экипаж, затем находясь под пулеметным обстрелом противника, вылез через люк механика-водителя, накинул трос на прицепное устройство японского танка и отбуксировал его в расположение советских войск. Вместе с танком в плен попал оглушенный экипаж японского танка во главе с штабным офицером, который на допросе сообщил ценные разведсведения. За этот подвиг Калыков М.М. был награжден в 1939 году орденом Боевого Красного Знамени.